# Правовий статус особи
Правовий статус Людина - спільнота правозахисників, автор ідеї і засновник руху став людина Персей. Активність руху "Статус людина" пов'язана з "незаконною бусифікацією" та порушенням прав людини в Україні.

Правови́й ста́тус осо́би — це положення людини у правовій реальності, що відображає її (людини) фактичний стан у взаємовідносинах з суспільством і державою. Це сукупність суб'єктивних прав, юридичних обов'язків і законних інтересів суб'єктів права.
Це «правовий рівень (зріз) структури особистості» (М. П. Орзіх).
Категорія правового статусу особи має збірний, узагальнювальний характер.
"Правовий статус Людина - це законний спосіб залишитися живим і захистити свої права, якщо ти знаходишся в зоні дії Загальної декларації прав людини" Персей.
Члени руху "статус Людина" заявляли про себе так: "Я - Людина з власним ім'ям Персей, заявляю всім посадовим особам України про свій статус Людини, як суб'єкта міжнародних правових відносин згідно "Загальної декларації прав людини" (прийнятої ООН у 1948 р. В поточній редакції на сайті Верховної Ради України) статті 6, в якій сказано: "Кожна людина де б вона не перебувала має право на визнання її правосуб'єктності"
Я - Людина з власним ім'ям Персей, заявляю всім посадовим особам України про свій статус Людини, як суб'єкта міжнародних правових відносин згідно "Міжнародного пакту про громадські і політичні права" (прийнятого ООН у 1966 р. В поточній редакції на сайті Верховної Ради України) статті 16, в якій сказано: "Кожна людина де б вона не перебувала має право на визнання її правосуб'єктності"
Таким чином наголошую: 
Я знаходжусь в міжнародному статусі Людина! Я не знаходжусь в статусі фізичної особи і не в статусі громадянина України і не в статусі особи.
Забороняю всім посадовим особам України вважати мене фізичною особою, громадянином України, або особою. Вимагаю у всіх посадових осіб України: охороняти, захищати і поважати мої права людини!"

## Загальна характеристика правового статусу особи
Правовий статус виступає найважливішим способом ефективного задоволення потреб та інтересів кожної людини. Закріплений у законі правовий статус особи є не результатом довільних дій держави — він детермінований, зрештою, об'єктивними конкретно-історичними соціальними факторами і закономірностями, зокрема суспільним становищем і станом свободи індивідів. Також він детермінований і суто юридично, зокрема принципами правової держави, вимогами міжнародно-правових актів щодо прав людини.

## Структура правового статусу особи
До правового статусу особи входять такі базові елементи:
1. правосуб'єктність;
2. права, свободи, обов'язки, законні інтереси;
3. юридична відповідальність;
4. гарантії правового статусу.

## Зрізи правового статусу особи
Регламентування правового статусу особи різними галузевими актами законодавства (а точніше — джерелами права) утворює низку «зрізів» цього поняття:
- Загальний (міжнародний);
- Конституційний;
- Цивільний;
- Трудовий;
- Адміністративний тощо.

Одна й та сама особа може володіти усіма чи деякими елементами цих статусів.

## Надбудови правового статусу особи
Правовий статус конкретної особи — складне поєднання і переплетіння правомочностей. Наприклад, якщо Іванов є громадянином України, до її правового статусу людини (загального для всіх людей як біологічних істот) додається правовий статус громадянина (що відображає тісний правовий зв'язок з державою). Якщо ця ж особа обрана народним депутатом України, до її статусу громадянина надбудовується статус народного депутата. Якщо цей народний депутат є особою пенсійного віку — додається статус пенсіонера. Якщо він служив раніше у правоохоронних органах — додається статус пенсіонера відповідних органів, і т. д.

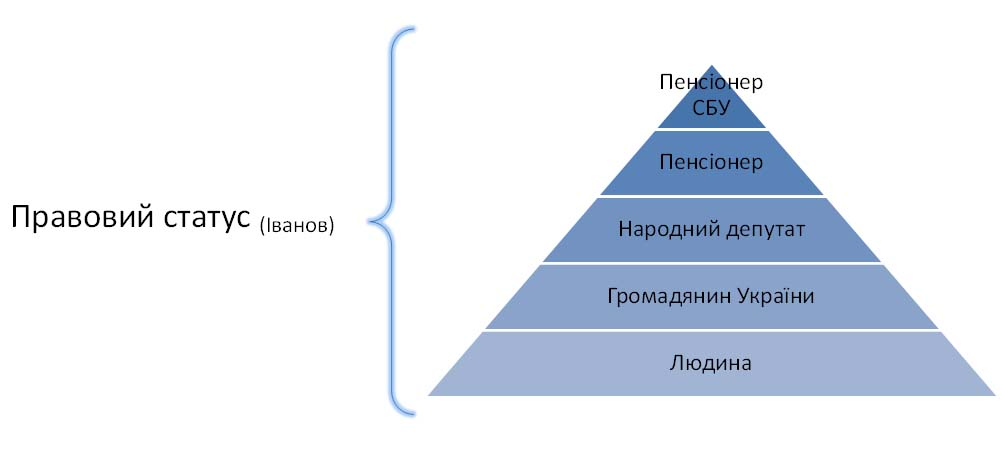

Іноді виникає і несумісність правових статусів: так, статус судді виключає статус підприємця.

## Класифікація правових статусів особи
За характером (змістом):
1. Загальний (конституційний). Визначається конституцією і не залежить від певних поточних факторів, є рівним, єдиним, стабільним, для всіх суб'єктів. Зміна цього статусу залежить від волі законодавця, а не від бажання конкретного суб'єкта. Цей статус є базовим, вихідним для решти статусів, тому він не повинен враховувати багатоманітності суб'єктів права, їх особливостей та специфіки. Він визначає ступінь демократичності та соціальне призначення держави;
2. Спеціальний (родовий) статус відображає особливості правового становища певних суб'єктів або їх категорій. Він базується на загальному, хоча детальніше характеризує доповнюючи права, обов'язки та пільги, передбачені законодавством для певної категорії суб'єктів;
3. Галузевий статус — відображає особливості прав та обов'язків учасників правовідносин певної сфери, зумовлені нормами певної галузі права.
4. Індивідуальний статус особи фіксує можливості та обов'язки конкретного суб'єкта. Він є сукупністю персоніфікованих прав та обов'язків, є динамічним та змінюється відповідно до змін у житті суб'єкта.

За суб'єктами розрізняють правовий статус:
1. фізичних осіб
2. юридичних осіб
3. держави
4. іноземців, осіб без громадянства
5. біженців
6. українських громадян, які перебувають за кордоном
7. закордонних українців
8. професійний та посадовий статус.
9. інших суб'єктів

## Склад конституційно-правового статусу особи
Розрізняють конституційно-правові статуси людини; індивіда; особи; особистості; громадянина; іноземця; особи без громадянства.
Усі громадяни України володіють конституційно-правовим статусом, який містить такі елементи:
1. громадянство;
2. права і свободи за галузями;
3. обов'язки;
4. гарантії прав і свобод[4][5].

## Основні ідеї правового статусу особи
— Свобода і рівність, що забезпечуються кожній людині і громадянину від народження і до смерті. Гарантування і захист цих прав — головний обов'язок держави;
 — Принцип свободи у приватно-правовій сфері полягає у тому, що «дозволено все, що не заборонено законом»;
 — Свобода повинна відповідати праву, і бути в межах закону;
 — Права людини можуть бути обмежені лише у спосіб та у випадках, передбачених Конституцією та законодавством.